# 신라빠꼰 대학교
실라빠껀 대학교(태국어: มหาวิทยาลัยศิลปากร 마하위타얄라이 씰라빠껀[*] →예술 대학교) 또는 신빠껀 대학교는 태국의 대학으로, 태국 정부의 후원을 받고 있다. 이 대학은 1943년 이탈리아계 태국인 예술 교수 신라빠 피라시(이탈리아명은 코라도 페로치, Corrado Feroci)에 의해 방콕에 세워졌다. 이 대학은 예술 및 고고학 분야에서 태국 내의 선도적 위치를 점하고 있으며, 종합대학으로 이 외에도 많은 학부가 있다.
다음 세 곳의 캠퍼스가 있다.
- 방콕, 켓 프라나콘, 타프라 궁
- 나콘빠톰 주, 암프 므앙나콘빠톰, 사남짠 궁
- 펫차부리 IT 캠퍼스 : 펫차부리 주, 암프 차암

## 역사
전신은 태국 예술국의 산하에 있던 쁘라닛 예술학교(태국어: โรงเรียน ปราณีต ศิลปกรรม)이다. 이곳에서는 1933년 초빙된 신라빠 피라시 교수 등에 의해 공무원 및 학생 대상으로 무학비 강의가 이루어졌다. 1934년 무용 및 음악학교와 합쳐져 실라빠껀 학교(태국어: โรงเรียน ศิลปากร)가 되었다. 1943년에 이는 정식으로 태국의 네 번째 국립대학으로 승격되었다.(앞의 셋은 쭐랄롱꼰 대학교와 탐마삿 대학교, 까셋삿 대학교)
1968년 태국 교육부는 신라빠꼰 대학이 타 분야의 전공을 개설할 수 있도록 인가하였다. 이에 따라 방콕 서쪽 나콘빠톰에 캠퍼스가 지어졌다. 나중에 학부가 더 추가되어 방콕 남서쪽 해안에 펫차부리 캠퍼스가 지어졌다. 펫차부리의 캠퍼스는 '펫차부리 IT 캠퍼스'라 한다.

## 부서

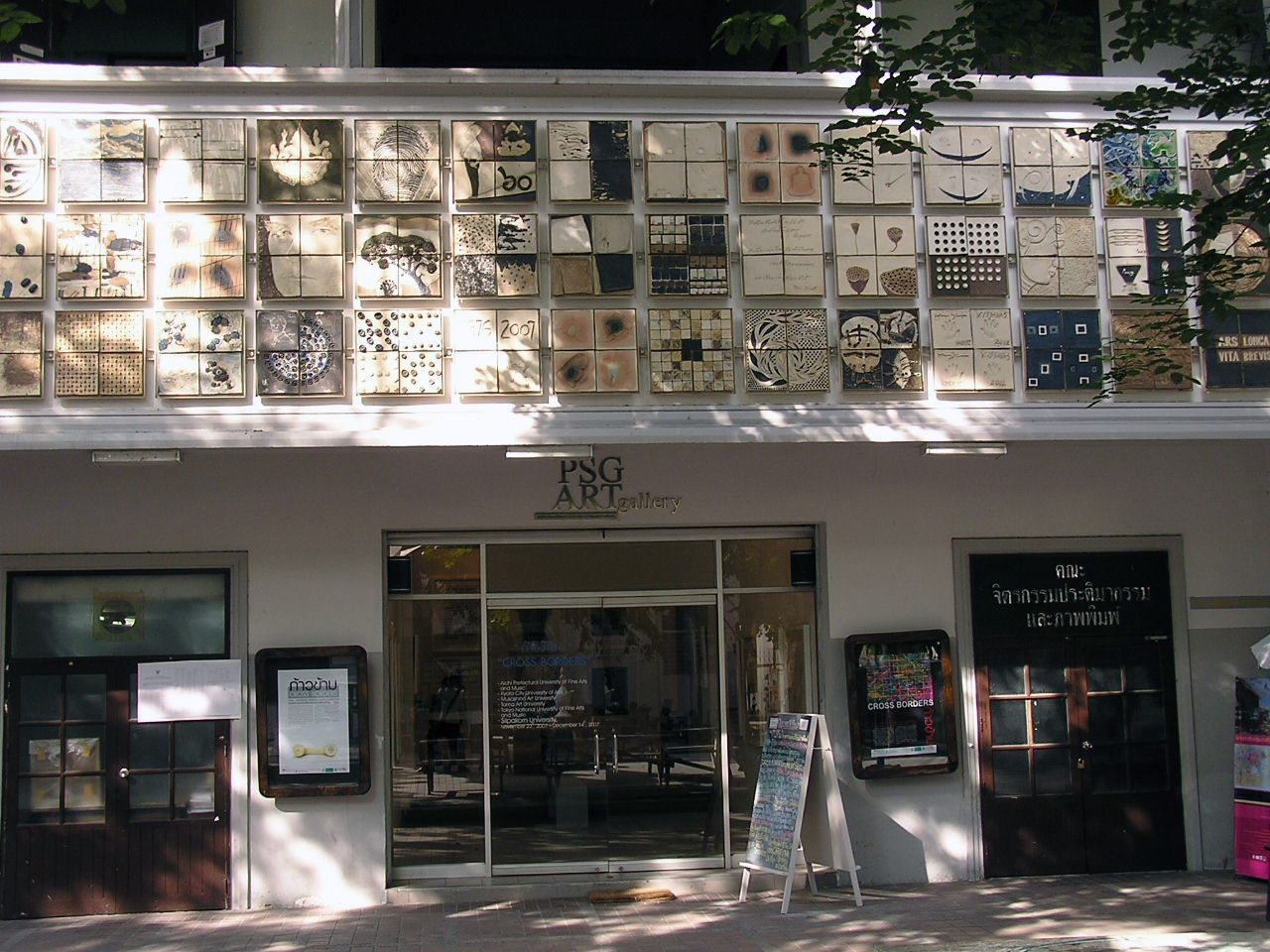
타프라 궁 캠퍼스
회화, 조각, 시각예술학부

실라빠껀 대학교는 13개의 학부 및 1개 대학원과 1개 단과대학으로 구성된다.
- 회화, 조각, 시각예술학부
- 건축학부
- 고고학부
- 장식예술학부
- 인문학부
- 교육학부 1970년 6월 18일 설치
  - 영어영문 전공
  - 태어태문 전공
  - 사회과학 전공
  - 유아교육 전공
  - 초등교육 전공
  - 기술교육 전공
  - 평생교육 전공
  - 심리학 전공
  - 스포츠과학 전공
- 자연과학부
- 약학부
- 공학부
  - 재료공학과
    - 석유화학 및 고분자공학 과정
    - 고등 재료 및 나노기술공학 과정

  - 식품공학과
    - 식품공학 과정

  - 생명공학과
    - 생명공학 과정
    - 응용생물공학 과정

  - 경영산업공학과
    - 산업공학 과정
    - 경영 및 로지스틱스 시스템공학 과정

  - 기계공학과
    - 기계공학 과정
    - 비즈니스공학 과정

  - 화공학과
    - 화공학 과정

  - 전기공학과
    - 전기컴퓨터시스템공학 과정
- 동물학 및 농업기술학부
  - 동물학 및 농업기술학과
  - 해양동물생산기술학과
  - 작물생산기술학과
  - 수의기술학과
  - 기초동물학과
- 음악학부
- 경영과학부
- 정보커뮤니케이션기술학부
  - 커뮤니케이션기술학 과정
- 대학원
- 신라빠꼰 대학교 국제대학

## 같이 보기
- 실라빠껀 대학교 아트 갤러리